# Юридический факультет Гарвардского университета
Юридический факультет Гарвардского университета (Гарвардская школа права, англ. Harvard Law School) — старейшая школа права в США, являющаяся частью Гарвардского университета, находится в городе Кембридж (штат Массачусетс). Основана в 1817 году, обладает крупнейшей правовой библиотекой в мире, считается одной из самых престижных в мире.

## История
Была создана в 1817 году, что делает её старейшей из действующих юридических школ в США. Основателем является Исаак Ройалл, антигуанский рабовладелец, приехавший в Бостон. Некоторое время школа называлась Dane Law School. В 1829 году профессор Джон Х. Эшикг из школы Northampton Law School перешел в Гарвардскую школу права, и многие его ученики последовали за ним.
В 1870-х годах под руководством декана Кристофера Лэнгделла (англ. Christopher Columbus Langdell) был разработан метод преподавания права, преобладающий и поныне в американских юридических школах. С момента основания в 1900 году Ассоциации американских юридических школ (англ.  Association of American Law Schools) она тоже способствовала внедрению этого метода в юридических школах, которые обращались к ней за аккредитацией. Данный метод был в течение XX-го века доминирующим в преподавании Гарвардской школе права, хотя подвергался критике некоторых юристов. В 2000-х годах декан Елена Каган (англ. Elena Kagan) способствовала внесению значительных научных изменений с момента реализации учебной программы Лэнгделла. В 2006 году факультет единогласно проголосовал за утверждение нового учебного плана, который был реализован в несколько этапов в течение нескольких последующих лет и начал полностью применяться с 2011 года.
В 2009 году Каган была назначена на должность заместителя Генерального прокурора Соединенных Штатов Америки (англ. Solicitor General of the United States). 11 июня 2009 года президентом Гарвардского университета впервые стала женщина — Дрю Джилпин Фауст, бывший декан Рэдклиффского института перспективных исследований. Интересно, что она стала также первым с 1972 года президентом Гарварда, не окончившим это высшее учебное заведение и не получив в нём учёную степень. Новым деканом юридического факультета была назначена Марта Миноу (англ. Martha Minow).
В настоящее время Гарвардская школа права занимает второе место по версии журнала U.S. News & World Report, уступая первенство Йельской школе права.

Некоторые здания
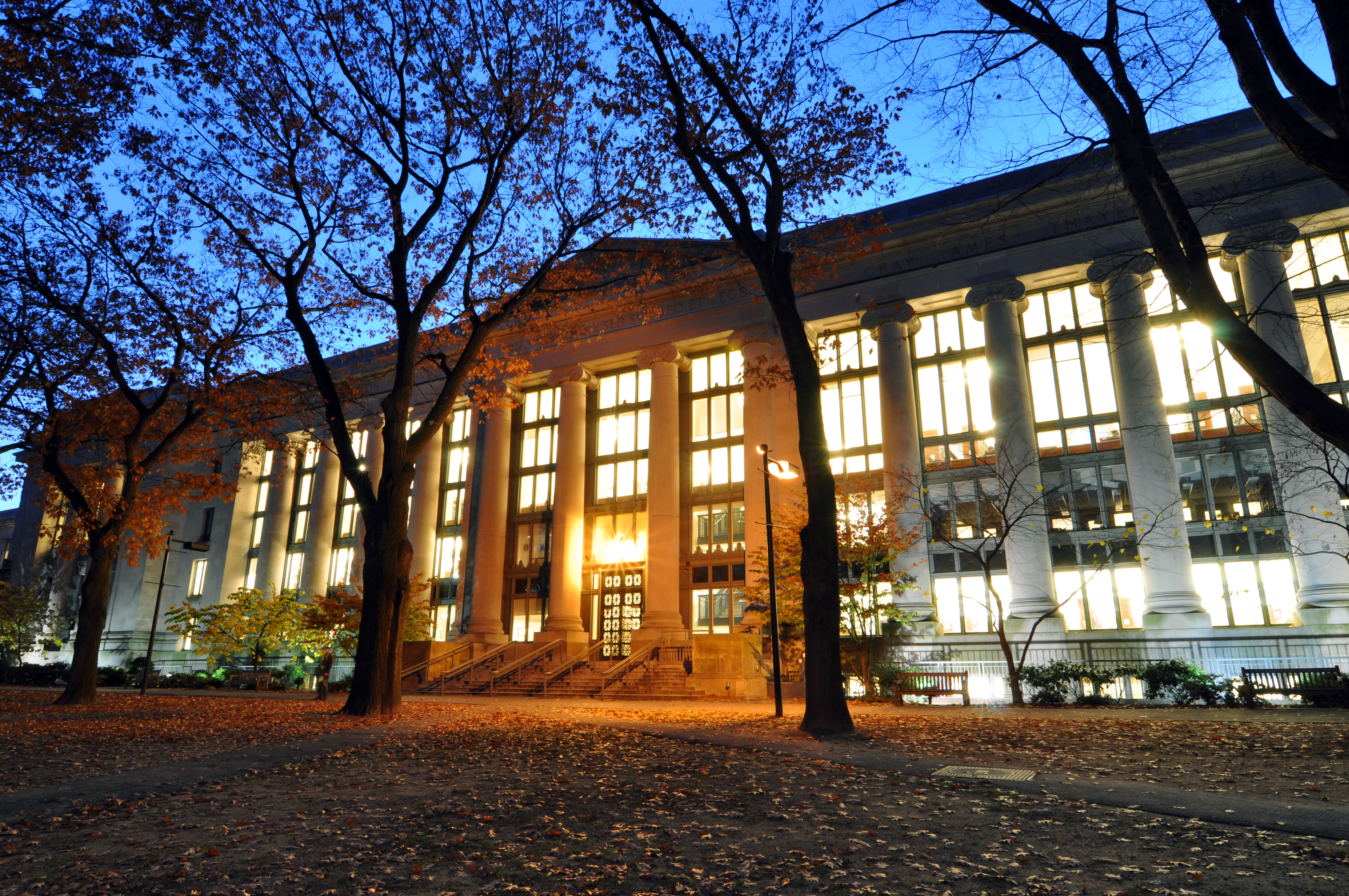
Langdell Hall
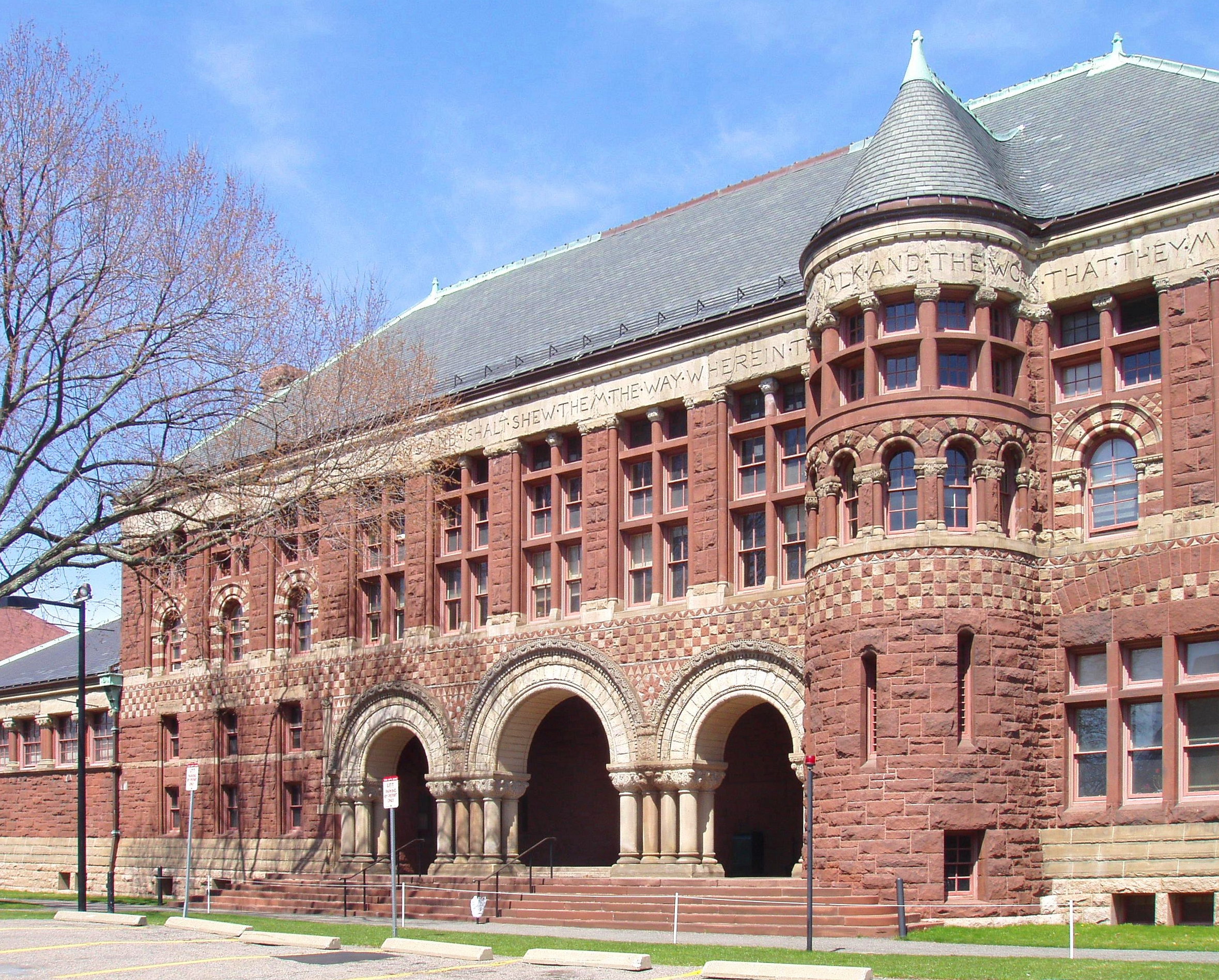
Austin Hall
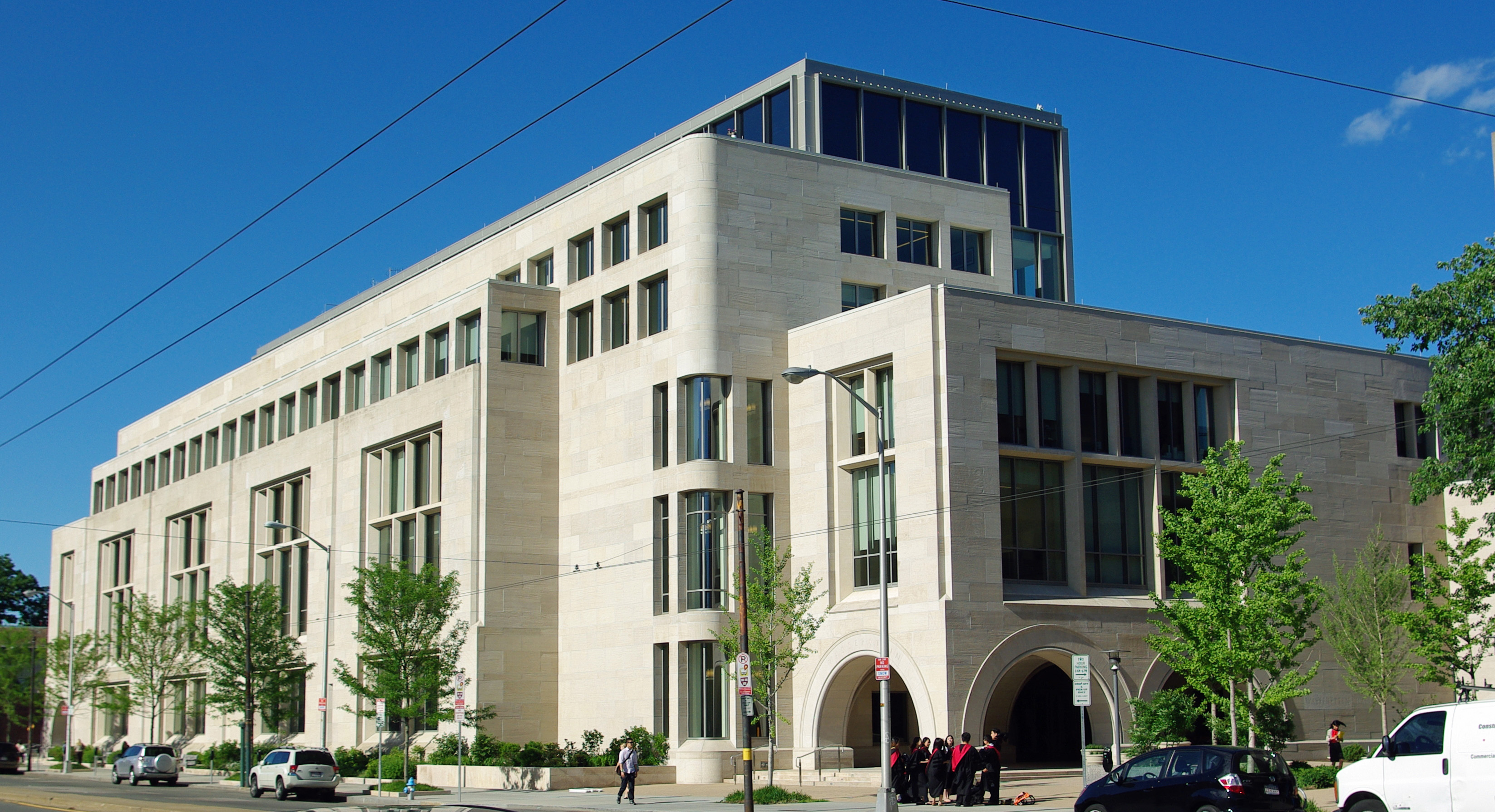
Wasserstein Hall

## Известные выпускники
- Луис Брандис
- Гинзбург, Рут Бейдер
- Гарри Блэкман
- Аддисон Браун
- Уильям Бреннан
- Альберто Гонсалес
- Нил Горсач
- Боб Грэм
- Кетанджи Джексон
- Елена Каган
- Барак Обама
- Деваль Патрик
- Дональд Риган
- Джон Робертс
- Дэвид Саутер
- Антонин Скалиа
- Эдвард Такерман
- Марк Уорнер
- Уильям Уэлд
- Феликс Франкфуртер
- Ричард Хаббард
- Джон Чейфи
- Уильям Эвартс
- Пол Дж. Лиакос
- Мэтью Нимиц
- Стивен Генри Филлипс
- Рон Десантис